# グレゴリウス11世 (ローマ教皇)
グレゴリウス11世（Gregorius XI, 1336年? - 1378年3月27日）は、14世紀後半の教皇（在位：1370年 - 1378年）。フランス人で本名はピエール・ロジェ・ド・ボーフォール（Pierre Roger de Beaufort）。クレメンス6世の甥に当たる。アヴィニョンで即位するが、1377年にローマに帰還し、アヴィニョン捕囚は終わる。
インノケンティウス6世の代に教皇領が回復されたが、再び各地で反乱が起こり、教皇庁の指令が行き届かなくなった。教皇は反乱の中心であったフィレンツェを破門にした。また、チェゼーナにロベール枢機卿（後のアヴィニョン対立教皇クレメンス7世）を派遣したが、傭兵隊長ジョン・ホークウッドが虐殺事件を起こしている。
教皇にローマ帰還を訴えたのはドミニコ会のカテリーナ・ベニンカーサ（シエナのカタリナ）である。キリストと同じ聖痕が現れたとされ、後に列聖されるほど信望を集めていた女性であり、1376年、アヴィニョンを訪れ、当時破門されていたフィレンツェの許しと教皇のローマ帰還を訴えた。フランスは百年戦争中でアヴィニョン周辺も次第に不穏となり、ローマも反乱側に回るおそれがあったことから、教皇もついに帰還を決意し、1377年1月にローマへ戻る。
しかし、帰還に反対するフランス人の勢力も強く、グレゴリウス11世の死後、就任したウルバヌス6世に反発したフランス人枢機卿がロベール枢機卿をクレメンス7世に選出、教皇が並び立つという教会大分裂（シスマ）の時代を迎えることになる。

## 家系図
- クレメンス6世 -　叔父

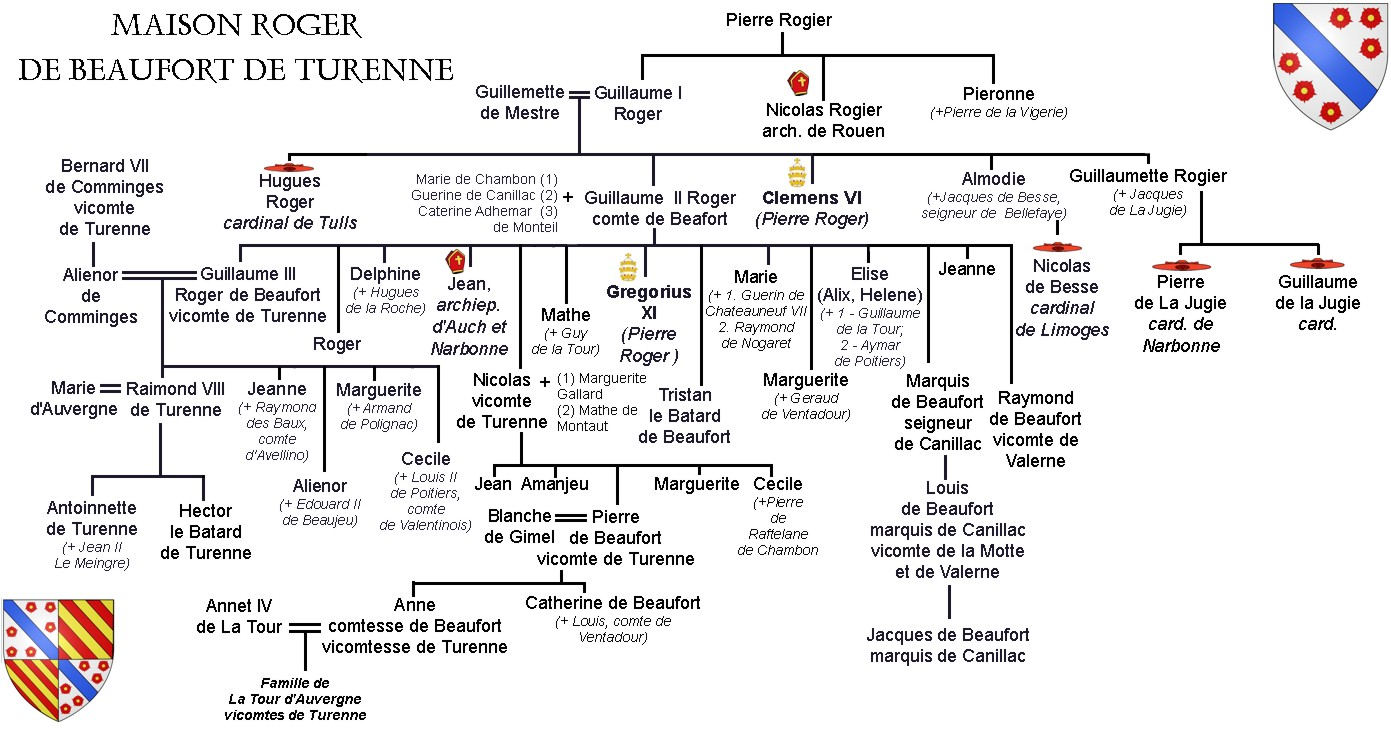
家系図

- レーモン・ド・テュレンヌ（フランス語版） - 甥。プロヴァンスの惨劇とも呼ばれる。Capitaine pontifical（アヴィニヨン教皇庁城主？）